# Gložan
Gložan (izvirno srbsko Гложан; slovaško Hložany) je naselje v Srbiji, ki upravno spada pod Občino Bački Petrovac; slednja pa je del Južnobačkega upravnega okraja.

## Demografija
V naselju živi 1842 polnoletnih prebivalcev, pri čemer je njihova povprečna starost 41,1 let (39,6 pri moških in 42,5 pri ženskah). Naselje ima 957 gospodinjstev, pri čemer je povprečno število članov na gospodinjstvo 2,39.
To naselje je v glavnem slovaško (glede na popis iz leta 2002), a v času zadnjih treh popisov je opazno zmanjšanje števila prebivalcev.
|  |

| Demografija | Demografija     | Demografija     |
| Leto        | Št. prebivalcev | Št. prebivalcev |
| ----------- | --------------- | --------------- |
|             |                 |                 |
|             |                 |                 |
|             |                 |                 |
|             |                 |                 |
| 1948        | 2776            |                 |
| 1953        | 2754            |                 |
| 1961        | 2839            |                 |
| 1971        | 2682            |                 |
| 1981        | 2569            |                 |
| 1991        | 2491            | 2422            |
| 2002        | 2357            | 2283            |
|             |                 |                 |

| Etnična sestava po popisu iz leta 2002 | Etnična sestava po popisu iz leta 2002 | Etnična sestava po popisu iz leta 2002 | Etnična sestava po popisu iz leta 2002 | Etnična sestava po popisu iz leta 2002 |
| -------------------------------------- | -------------------------------------- | -------------------------------------- | -------------------------------------- | -------------------------------------- |
| Slovaki                                | Slovaki                                |                                        | 1.985                                  | 86,94%                                 |
| Srbi                                   | Srbi                                   |                                        | 146                                    | 6,39%                                  |
| Jugoslovani                            | Jugoslovani                            |                                        | 46                                     | 2,01%                                  |
| Madžari                                | Madžari                                |                                        | 25                                     | 1,09%                                  |
| Romi                                   | Romi                                   |                                        | 21                                     | 0,91%                                  |
| Hrvati                                 | Hrvati                                 |                                        | 15                                     | 0,65%                                  |
| Bošnjaki                               | Bošnjaki                               |                                        | 4                                      | 0,17%                                  |
| Rusini                                 | Rusini                                 |                                        | 2                                      | 0,08%                                  |
| Rusi                                   | Rusi                                   |                                        | 2                                      | 0,08%                                  |
| Muslimani                              | Muslimani                              |                                        | 2                                      | 0,08%                                  |
| Neznano                                | Neznano                                |                                        | 1                                      | 0,04%                                  |